# Brigitte Langnickel-Köhler
Brigitte Langnickel-Köhler (* im 20. Jahrhundert in Berlin) ist eine deutsche Harfenistin.

## Leben und Wirken
Brigitte Langnickel-Köhler erhielt ihren ersten Harfenunterricht in Braunschweig am ehemaligen Konservatorium, der Niedersächsischen Schule für Musik. Dort lernte sie ihren späteren Ehemann, den Pianisten Reinhard Langnickel, kennen. Nach Fortsetzung des Studiums und dessen Abschluss bei Dora Wagner an der Hochschule für Musik Detmold folgten Studien bei Edward Witsenburg und Helga Storck.
Mit ihrem Ehemann Reinhard Langnickel, der als Professor für Klavier und historische Tasteninstrumente (Cembalo, Klavichord) an der Hochschule für Kirchenmusik in Herford lehrte, bildete sie ein Duo Harfe-Klavier. Gemeinsam setzten sie sich mit der für diese Instrumenten-Kombination vorhandenen, doch fast unbekannten Literatur, vornehmlich die der Klassik, auseinander. Sie wurden von zahlreichen Rundfunkanstalten Deutschlands zu Aufnahmen eingeladen. Mehrere bedeutende zeitgenössische Komponisten schrieben Werke für das Duo Langnickel sowie Solostücke für Brigitte Langnickel-Köhler, zum Beispiel Manfred Trojahn, Wolfgang Köhler, Max Stern (Israel) und Johannes H. E. Koch.
Als Solistin spielte Langnickel-Köhler mit verschiedenen Kammerorchestern, in Soloprogrammen sowie als Duopartnerin mehrerer Flötisten. Sie unternahm Konzertreisen durch Europa und nach Israel.
Langnickel-Köhler gründete 1978 an der Schule für Musik im Kreis Warendorf, wo sie auch lehrt, sowie am CJD-Gymnasium Versmold eine Harfenklasse. Sie veröffentlichte Unterrichtsliteratur sowie eine Harfenschule.
Ab 2012 konzertierte sie als „Die boshafte Harfenistin“ in der gleichnamigen musikalischen Groteske des Autors, Schauspielers und Regisseurs Stefan Lehnberg.
Brigitte Langnickel-Köhler hat eine Tochter Feline Lang, die ebenfalls Musikerin ist.

## Diskografie
- Das Duo. Brigitte Langnickel-Köhler & Reinhard Langnickel, Harfe und Piano. NOMOS CD 9.009107
- Wie eine Unterhaltung zu Zwein. Brigitte Langnickel-Köhler, Harfe; Reinhard Langnickel, Klavier. AUL CD 66017
- Wolfgang Köhler. Brigitte Langnickel-Köhler, Harfe; Reinhard Langnickel, Klavier und Cembalo; Dietmar Gräf, Orgel. AUL CD 66026
- Es klingelt so lieblich. Brigitte Langnickel-Köhler, Erard-Harfe 1807; Reinhard Langnickel, Longman & Broderip-Hammerklavier 1780. ORFEA CD 0523
- Harp on Board. Brigitte Langnickel-Köhler, Harfe. ORFEA CD 0554
- Just Enjoy. Brigitte Langnickel-Köhler, Harfe. ORFEA CD 0709
- Jerusalem 3000. Brigitte Langnickel-Köhler, Harfe; Reinhard Langnickel, Orgel; Max Stern, Kontrabass. MUSICOM CD 020704
- Mit Dir. Brigitte Langnickel-Köhler, Harfe; Feline Langnickel, Stimme. ORFEA CD 0207
- … und Euer Herz soll sich freuen. Brigitte Langnickel-Köhler, Harfe; Reinhard Langnickel, Klavier; Consortium Vocale Münster. KYNAST GMF 00 CHN-02
- A Ceremony of Carols. Brigitte Langnickel-Köhler, Harfe; Kammerchor der Universität Münster. MUSICOM CD 020909
- Weihnachtliche Chormusik. Brigitte Langnickel-Köhler, Harfe. AEGCH 01CD95 u. a.
- Max Stern: Jacob and the Angel. Brigitte Langnickel-Köhler, Reinhard Langnickel, Harfe & Piano. ACUM 2000 [Israel].
- Reflections - on a millennium of harps. Verschiedene Interpreten. Brigitte Langnickel-Köhler & Reinhard Langnickel mit Alessandro Rolla: Preludio e Variazioni Es-dur per pianoforte ed Arpa. accademica AM-020505[8]
- Fantasiestücke. [Naderman, Saint-Säens, Liszt, Turina, Bazelaire]. Langnickel-Duo. AULOS
- Wolfgang Köhler. [Mediationen, Bach-Brahms-Variationen]. Langnickel-Duo. AULOS
- Musik für Harfe und Klavier. [Dussek, Boieldieu, Mendelssohn Bartholdy, Pleyel, Köhler]. Langnickel-Duo. AULOS
- Musikalische Preziosen. Brigitte Langnickel-Köhler, Harfe. AULOS

## Veröffentlichungen
- Schule für Manualharfe. Lehrwerk. Certosaverlag; ISMN 979-0-50224298-5 (Suche im DNB-Portal).
- All’ mein Gedanken … Eine Sammlung von 30 Liebesliedern aus 5 Jahrhunderten. Gesetzt für Hakenharfe von Brigitte Langnickel-Köhler. Bookmundo 2020, ISBN 978-94-6398-498-0.
- Weißt du, wieviel Sternlein stehen.... Eine Sammlung von 30 Kinder- und Volksliedern. Teil 1 und Teil 2. Gesetzt für Hakenharfe von Brigitte Langnickel-Köhler. Bookmundo 2020, ISBN 978-94-036-0452-7.